# Paolo Massei
Paolo Massei (Montepulciano, 30 settembre 1712 – Roma, 9 giugno 1785) è stato un cardinale italiano.

## Biografia
Nacque a Montepulciano il 30 settembre 1712.
Fu creato cardinale nel concistoro del 14 febbraio 1785.
Morì il 9 giugno 1785.